# Josef Franz Tennhoff
Johannes Josef Christian Franz Tennhoff (* 19. Mai 1769 in Kempen; † 28. September 1844 ebenda) war ein deutscher Landwirt und Politiker.

## Leben
Tennhoff war der Sohn von Peter Jacob Tennhoff (* 1725) und dessen Ehefrau Anna Maria (Margarethe) geborene Schabers (* 26. September 1723 in Kempen; † 25. Januar 1795 ebenda). Er war römisch-katholisch und heiratete am 11. Mai 1799 in Kempen Maria Anna Katharina Kunigunde Petronella Emans (getauft 3. März 1776 in Kempen; † 3. Juni 1866 ebenda).
Tennhoff lebte als Landwirt im Kempen. 1799 war er Präsident der Munizipalverwaltung und bis 1806 war er Maire (Bürgermeister) von Kempen. Am 30. September 1807 wurde er Stellvertreter des Friedensrichters im Friedensgericht Kempen.
Nach der Bildung des Provinziallandtags der Rheinprovinz wurde er 1826 als stellvertretender Abgeordneter gewählt. Von 1837 bis 1841 war er dann Abgeordneter im Provinziallandtag für den Stand der Landgemeinden im Regierungsbezirk Düsseldorf.